# Misología
Misología (del griego μισέω (miseo), "odiar" y λογία logia), "elemento de composición que significa tratado") es un término filosófico introducido por Platón, con el cual describía el desprecio hacia los razonamientos. Posteriormente, Kant consideraba que se trataba en la creencia errónea de que la razón conduce a la felicidad, cuando en realidad debía llevar a la moralidad. Viene a significar lo opuesto a la filosofía, pues esta se forma por las raíces, también griegas, φίλο (filo), "amor, amistad", y σοφία (sofia), "conocimiento".